# Palestina (regija)
Palestina (arabsko فلسطين, latinizirano: Filasṭīn, Falasṭīn, Filisṭīn; grško Παλαιστίνη, latinizirano: Palaistinē; latinsko Palaestina; hebrejsko פלשתינה, latinizirano: Palestina) je geografska regija na Bližnjem Vzhodu, ki vključuje Izrael, Zahodni breg, Gazo in po nekaterih definicijah dele zahodne Jordanije.

## Etimologija
Izraz Peleset (preveden iz hieroglifov kot P-r-s-t) je na voljo v petih napisih, ki se nanašajo na sosednje ljudi ali dežele, ki se začnejo približno leta 1150 pr. n. št. med Dvajseto egipčansko dinastijo. Prva znana omemba je v templju v Medinet Habu-ju, in se nanaša na Peleset med tistimi, ki so se borili v Egiptu med vladavino Ramzesa III. Zadnja znana omemba pa je 300 let kasneje na Padiisetinem kipu. Niti egiptovski niti asirski viri niso zagotavljali jasne regionalne meje za ta izraz.
Prva jasna uporaba izraza Palestina, ki se nanaša na celotno območje med Fenicijo in Egiptom je bila v 5. stoletju pr. n. št. v Antični Grčiji, ko je Herodot pisal o »okraju Sirije, imenovanem Palestina« v Historijah, ki je vključevala Judovsko višavje in Jordansko dolino. Aristotel je približno stoletje kasneje uporabil podobno definicijo za regijo v Meteorologiji, v katero je vključil Mrtvo morje. Kasneje so grški pisatelji, kot npr. Polemon in Pavzanij, uporabljali ta izraz, da bi opisali enako območje. Kasneje so jim sledili še rimski pisatelji kot npr. Ovid, Tibul, Pomponij Mela, Plinij Starejši, Dion Zlatousti, Statij, Plutarh kot tudi rimsko judovska pisatelja Philo iz Aleksandrije in Jožef Flavij. Izraz je bil prvič uporabljen za označevanje uradne province približno leta 135 n. št., ko so rimske oblasti po zatiranju Bar Kohbove vstaje kombinirale Judejo z Galilejo in Paralio, da so ustvarile Sirijo Palaestino. Obstajajo posredni dokazi, ki povezujejo Hadrijana s spremembo imena, vendar natančen datum ni nedvomen in trditve nekaterih učenjakov, da je bila sprememba imena namenjena »za dokončanje disociacije z Judejo«, sporne.
Izraz je splošno sprejet kot prevod svetopisemskega imena Peleshet (פלשת Pəlésheth, običajno transliteriran kot Philistia). Izraz in njegovi derivati so uporabljeni več kot 250-krat v Masoretično–izpeljanih različicah hebrejske Biblije, katere 10 uporab je v Tori z nedefiniranimi mejami, in skoraj 200 preostalih referenc je v Knjigi Sodnikov in Knjigi Samuela. Izraz je redko uporabljen v Septuaginti, ki se uporablja za transliteracijo dežele Phylistieim, ki se razlikuje od sodobnega grškega imena Palaistínē.
Septuaginta je namesto tega skozi Knjigo Sodnikov in Knjigo Samuela uporabljala izraz allophuloi (gr. za 'tujstvo'), kot da je bil izraz Filistejci interpretiran, da pomeni ne-Izraelci Obljubljene dežele, ko je bil uporabljen v kontekstu Samsona, Savla in Davida. Rabinski viri razlagajo, da so bili ti ljudje drugačni od Filistejcev Knjige Geneze.
V bizantinskem obdobju je bila regija Palestine znotraj Palestinske Sirije razdeljena na Palaestina Prima in Palaestina Secunda, in območje dežele vključno z Negevom in Sinajem je postalo Palaestina Salutaris. Po muslimanskem osvajanju so bila krajevna imena, ki so bila v uporabi Bizantinske administracije na splošno še naprej uporabljena v arabščini. Raba imena Palestina je postala običajna v zgodnji novi angleščini in je bila oživljena kot uradno ime kraja z britanskega mandata za Palestino.
Nekateri drugi izrazi, ki so bili uporabljeni, in se nanašajo na vse ali del te ozemlja vključujejo Kanaan, deželo Izrael, Večjo Sirijo, Sveto deželo, Judejsko provinco, Judejo, Kele-Sirijo, Kraljestvo Izrael, Kraljestvo Jeruzalem, Sion, Retenu (antični Egipt), južno Sirijo, južni Levant in Palestinsko Sirijo.

## Zgodovina
Palestina je bila oznaka za južni del dežele Kanaan. V 2. tisočletju pr. n. št. so se tja iz sosednjih puščavskih območij priselili semitski Hebrejci. Ljudstvo Hebrejcev so sestavljali izraelski in judovski rodovi. Izraelski so se naselili na severu, judovski pa na jugu. O priseljevanju Hebrejcev govori tudi Sveto pismo.
Zaradi suše in lakote se je del hebrejskega prebivalstva v 17. stoletju pr. n. št. preselil v Egipt z vdorom Hiksov. Iz Egipta jih je Mojzes v 13. stoletju pr. n. št. pripeljal nazaj v obljubljeno deželo, Palestino. Ljudstvu je dal tudi prve zakone, Deset božjih zapovedi ali Dekalog. Pisane so bile pod vplivom Hamurabijevega zakonika, bile pa so osnova Mojzesove zakonodaje. Tako so se Hebrejci ponovno naselili v deželi, ki jim jo je obljubil bog Jahve, s katerim sta zavezo sklenila Abraham in Mojzes.

### Doba sodnikov
Po prihodu iz Egipta so Hebrejci še živeli v rodovno-plemenski družbi. Izrael, zveza dvanajstih združenih plemen, je temeljila na monoteistični veri v boga Jahveja. V nevarnosti so jih vodili sodniki, zmage pa so pripisovali božji pomoči. Sodniki so razsojali tudi o sporih med ljudmi. Znani sodniki so bili: Samson, Debora in Samuel.

### Kraljestvo Izrael
Zaradi Filistejcev, ki so ogrožali Izrael, so izvolili prvega kralja Savla. Njegovi boji s Filistejci niso bili uspešni in v eni izmed bitk je padel tudi sam. Nasledil ga je kralj David (1012-964 pr. n. št.), ki je uspel poraziti Filistejce in zavzel mesto Jeruzalem, ki ga je razglasil za svojo prestolnico. Kralj David je tako ustanovitelj enotnega kraljestva Izrael, ker je podredil tudi vse izraelske in judovske rodove. Kraljestvo je doživelo največji razcvet v času vladanja njegovega sina Salomona (964-926 pr. n. št.). V Jeruzalemu je zgradil več palač, na griču Sionu pa tempelj, posvečen bogu Jahveju. Pospeševal je predelavo brona, v Rdečem morju pa je zgradil trgovsko mornarico. Velike dobičke mu je prinašala trgovina. Slovel je po svojem bogastvu in modrosti.

### Razpad kraljestva
Po Salomonovi smrti je kraljestvo razpadlo na kraljestvo Juda, na jugu, z glavnim mestom Jeruzalemom in na kraljestvo Izrael na severu, z glavnim mestom Samarijo. Kraljestvo Izrael so leta 722 pr. n. št. osvojili Asirci, kraljestvo Juda pa 587 pr. n. št. Babilonci z Nebukadnezarjem II. na čelu. Oboji so prebivalce odpeljali v suženjstvo, iz katerega jih je rešil perzijski kralj Kir.